# Jardín Botánico Alpino Bruno Peyronel
El Jardín Botánico Alpino Bruno Peyronel ( en italiano: Giardino botanico alpino Bruno Peyronel) es un alpinum y una reserva natural de 17.000 m² a una altitud de 2.290 m s. n. m., que es de especial interés para la flora alpina. Se encuentra enclavado en puerto de montaña de Val Pellice, Bobbio Pellice, Provincia de Turín, Piedemonte, Italia. Su código de reconocimiento internacional como institución botánica, así como las siglas de su herbario es BPTP.

## Localización
Giadino Botanico alpino "Bruno Peyronel" Communita Montana Val, Pellice (Servizio Ecologia), Corso Lombardini 2, 10066 Torre Pellice (TO), Torre Pellice Italia.

## Historia
El jardín se inauguró en 1991 con una dedicatoria a la memoria del naturalista y botánico Bruno Peyronel (1919-1982). 

## Colecciones
Actualmente alberga a más de 300 especies de plantas alpinas nativas, muchas de las cuales están marcadas con señales individuales en una variedad de ambientes, que van desde la cordillera a distintos tipos de humedales, a través de zonas rocosas, crestas, y canchales. 
Las especies más representativas incluyen Carex sempervirens, Dryas octopetala, Festuca violacea, y Salix herbacea.